# Leon Panetta
Leon Edward Panetta (n. 28 iunie 1938, Monterey, California) a fost din 2011 până în 2013 secretar american al apărării, în cadrul administrației președintelui Barack Obama. Înainte de a ocupa această funcție a fost director al CIA. Este american de origine italiană (Gerace, Calabria) și membru al Partidului Democrat.